# Pregnenolona
La pregnenolona (P5), o pregn-5-en-3β-ol-20-one, és un esteroide endògen i precursor / intermedi metabòlic en la biosíntesi de la majoria de les hormones esteroides, inclosos els progestàgens, andrògens, estrògens, glucocorticoides i mineralocorticoides. A més, la pregnenolona és biològicament activa per dret propi, actuant com a neuroesteroide.
A més del seu paper com a hormona natural, la pregnenolona s'ha utilitzat com a medicament i suplement.

## Funció biològica
La pregnenolona i el seu 3β- sulfat, el sulfat de pregnenolona, com la DHEA, el sulfat de DHEA i la progesterona, pertanyen al grup de neurosteroides que es troben en altes concentracions en determinades zones del cervell i s'hi sintetitzen. Els neuroesteroides afecten el funcionament sinàptic, són neuroprotectors i milloren la mielinització. La pregnenolona i el seu èster de sulfat poden millorar la funció cognitiva i de memòria. A més, poden tenir efectes protectors contra l'esquizofrènia.